# Martinus Bouman (1899-1943)
Martinus Antonius Marie Bouman (Gouda, 5 mei 1899 - Well, 2 mei 1943) was een Nederlands verzetsstrijder tijdens de Tweede Wereldoorlog.
Hij is zoon van muziekmeester/componist Martinus Bouman en Alida Jacoba Hulstkamp.
Bouman woonde te Roermond waar hij vlak voor de oorlog eervol ontslagen was als Eerste Luitenant der Infanterie van het Koninklijk Nederlands-Indisch Leger vanwege invaliditeit. Aan het begin van de oorlog voegde hij zich bij het verzet en werd ingedeeld bij de Staf van Gewest 9 (Limburg) van de verzetsorganisatie Orde Dienst. Ook was hij Hoofdcontroleur van de Centrale Controle Dienst, een baan als ambtenaar die hem in staat stelde met zijn dienstauto veel verzetswerk te doen. Ondanks zijn lichamelijk gebreken leidde en organiseerde hij vele verzetsactiviteiten. Hij hielp vele leden van geallieerde vliegtuigbemanningen en uit Duitsland ontsnapte krijgsgevangenen naar veiliger oorden. Toen twee van zijn medewerkers gearresteerd waren proclameerde de Duitse bezetter dat zij zouden worden gefusilleerd als Bouman zich zelf niet zou melden. Op 2 mei 1943 gaf hij zijn eigen leven in ruil voor dat van zijn twee ondergeschikten en werd op de heide van Well gefusilleerd met drie anderen. Op het moment van de executie riep hij "Leve het Vaderland, leve de Koningin".
Na de oorlog werd Bouman postuum onderscheiden met de Militaire Willems-Orde Ridder Vierde Klasse per Koninklijk Besluit van 31 maart 1952 en de Medal of Freedom with Bronze Palm.